# Klementine (Werbefigur)

Logo des Waschmittels Ariel

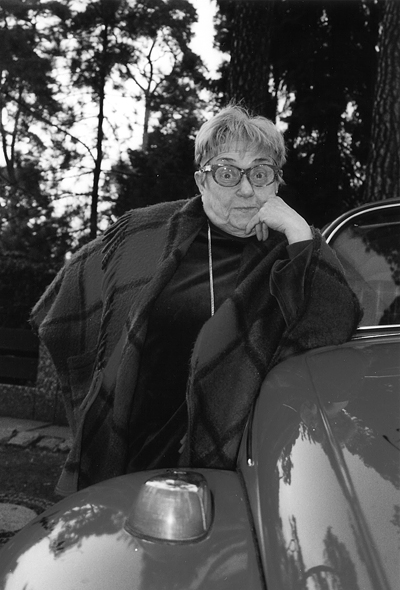
Darstellerin der Klementine: Johanna König (2008)

Klementine war eine Werbefigur für das Waschmittel Ariel des Unternehmens Procter & Gamble. Gespielt wurde die Figur von 1968 bis 1984 von der Schauspielerin Johanna König. In den 1990er Jahren kehrte sie für einige Spots zurück, jedoch ohne ihre alte Berufsbekleidung.

## Figur
Klementine wurde von Johanna König gespielt. Es handelte sich um eine burschikose Klempnerin mit rot-weiß-kariertem Hemd, weißer Latzhose und einer weißen Schirmmütze, auf die jeweils der Name „Klementine“ gedruckt war. Die Figur sollte eine Waschmaschinenberaterin darstellen. 1968 wurde der erste Werbespot gedreht, der Klementine in einem Waschsalon zeigt, wo eine andere Frau sich über ihre „pingeligste“ Kundin beschwert. Klementine empfiehlt daraufhin Ariel für den Hauptwaschgang. Es folgten bis 1986 einige weitere Spots, die eine ähnliche Struktur aufweisen. Dieser sogenannte Slice-of-Life-Stil bedient sich zunächst einer seifenoperartigen Handlung, die erst am Ende des Spots durch einen Monolog der Figur unterbrochen wurde. Geprägt wurden durch Klementine die Werbeslogans „Ariel wäscht nicht nur sauber, sondern (porentief) rein“ und „Ariel in den Hauptwaschgang“. Bekannt wurde auch der Vorher-Nachher-Effekt sowie der Vergleich mit Konkurrenzprodukten (als „herkömmliche“ Waschmittel umschrieben, da in Deutschland vergleichende Werbung nicht erlaubt war), der manchmal auch als „Ariel-Effekt“ bezeichnet wird. Hierbei führte Klementine die beworbene Wirkung des Produktes vor.
1986 folgten die letzten Werbespots, danach wurde Klementine als Werbefigur abgesetzt. Johanna König, mittlerweile 65, konzentrierte sich in der Zwischenzeit auf ihre Schauspielkarriere und spielte in der Serie Praxis Bülowbogen mit. Es folgten zahlreiche Zuschauerproteste, die in den 1990er-Jahren für ein Wiederaufleben der Figur sorgten. Von 1993 bis 1996 folgten einige weitere Spots, bei denen König jedoch durchsetzen konnte, auf ihr Markenzeichen, die Latzhose, zu verzichten.
Trotz anderslautender Gerüchte mochte Johanna König ihre Jahre als Klementine, wobei in dieser Zeit ihre Schauspielkarriere weitestgehend stagnierte. Zudem wurde sie sehr oft mit dieser Figur identifiziert. Nach dem Ende des Re-Runs in den 1990ern schloss sie mit Procter & Gamble einen lebenslangen Vertrag, zu dem auch zwei Päckchen Ariel pro Monat gehörten.

## Rezeption
Klementine war eine der stilprägenden Werbeikonen der 1970er und 1980er Jahre neben dem HB-Männchen und Meister Proper. Ähnlich populär waren Herr Kaiser von der Hamburg Mannheimer oder Onkel Dittmeyer. Latzhose und Schirmmütze waren eine Zeitlang Teil der Ausstellung im Haus der Geschichte in Bonn und sind heute Teil der Dauerausstellung im Deutschen Werbemuseum in Frankfurt am Main.
Klementines Frauenbild wird unterschiedlich bewertet. Klementine wurde zum einen als emanzipierte Frau dargestellt, die frech und selbstbewusst in einem klassischen Männerberuf arbeitete. Dennoch basierte die Werbung auf dem klassischen bundesdeutschen Rollenverständnis, bei dem sich die Frau um den Haushalt kümmerte, während der Mann arbeiten ging. So sind die anderen Frauen in den Spots auch deutlich blasser und braver dargestellt als Klementine selbst.